# Sibirisk lundsångare
Sibirisk lundsångare (Phylloscopus plumbeitarsus) är en asiatisk tätting i familjen lövsångare inom ordningen tättingar. Den har tidigare behandlats som en underart till lundsångare men har numera artstatus. Fågeln häckar från södra Sibirien till Manchuriet. Vintertid flyttar den till Sydostasien. I Europa är den en mycket sällsynt gäst. IUCN kategoriserar den som livskraftig.

## Utseende och läten
Sibirisk lundsångare är liksom lundsångaren en liten grön och grå sångare, endast 10–11 centimeter lång, med relativt stort huvud. Den är mycket lik lundsångaren men skiljer sig framför allt med att vingbandet är både längre, bredare och mer avgränsat, samt oftast förekomsten av även ett främre vingband. Utöver det är den i genomsnitt något grönare ovan och vitare under samt har gulare ögonbryn och grövre näbb. Även lätena är mycket lika. Locklätet är tydligare tvåstavigt och sången mer sammanflytande, snabbare och längre.

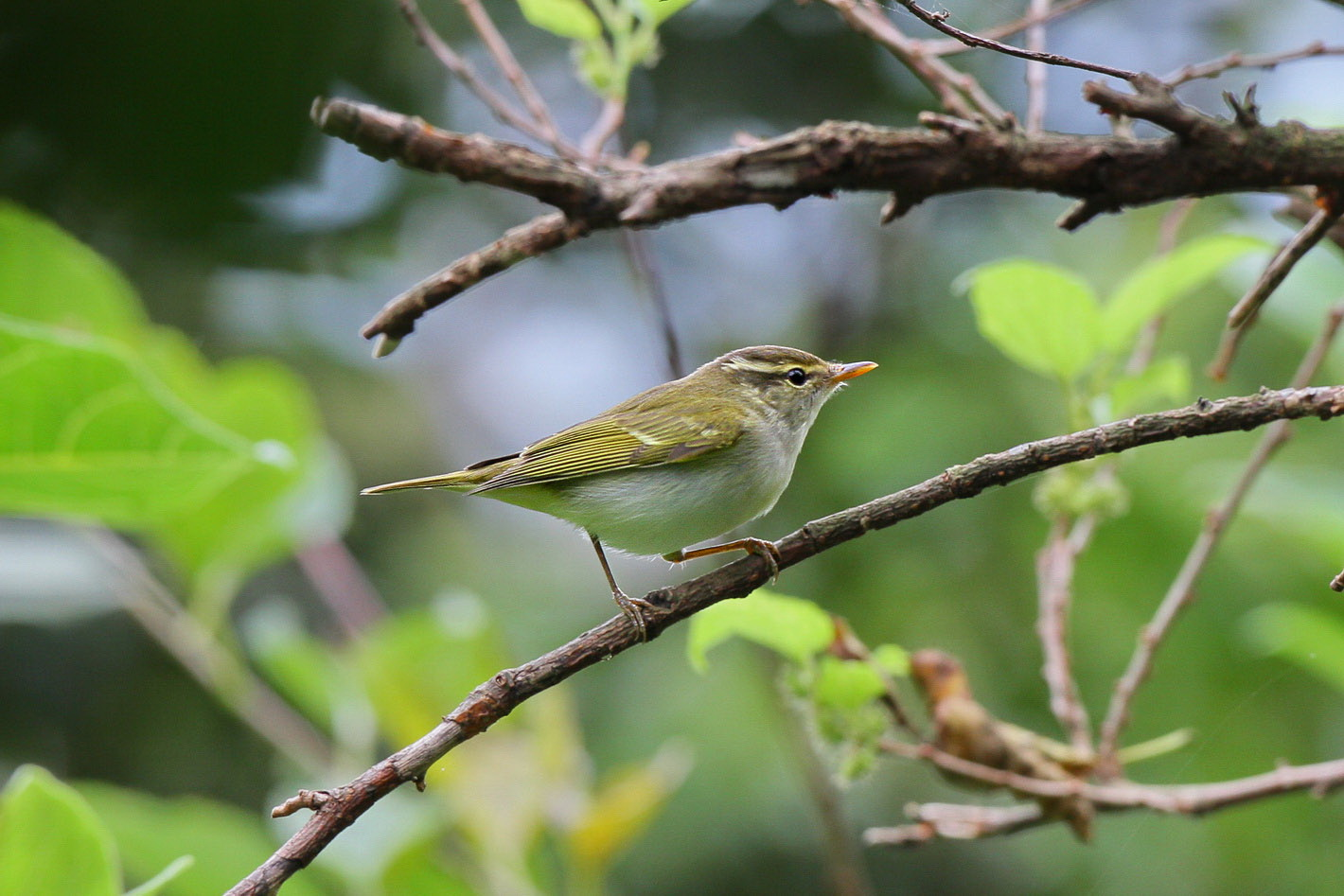

## Utbredning och systematik
Sibirisk lundsångare häckar från södra Sibirien till Mongoliet och Manchuriet och flyttar till Sydostasien vintertid. Den är en mycket sällsynt gäst i Europa. I Sverige finns tre godkända fynd: Ottenby på Öland 5 juli 1991, Utklippan i Blekinge 6 oktober 1999, båda ringmärkta, samt en ungfågel vid Triberga läge på Öland 24–29/10 2017.

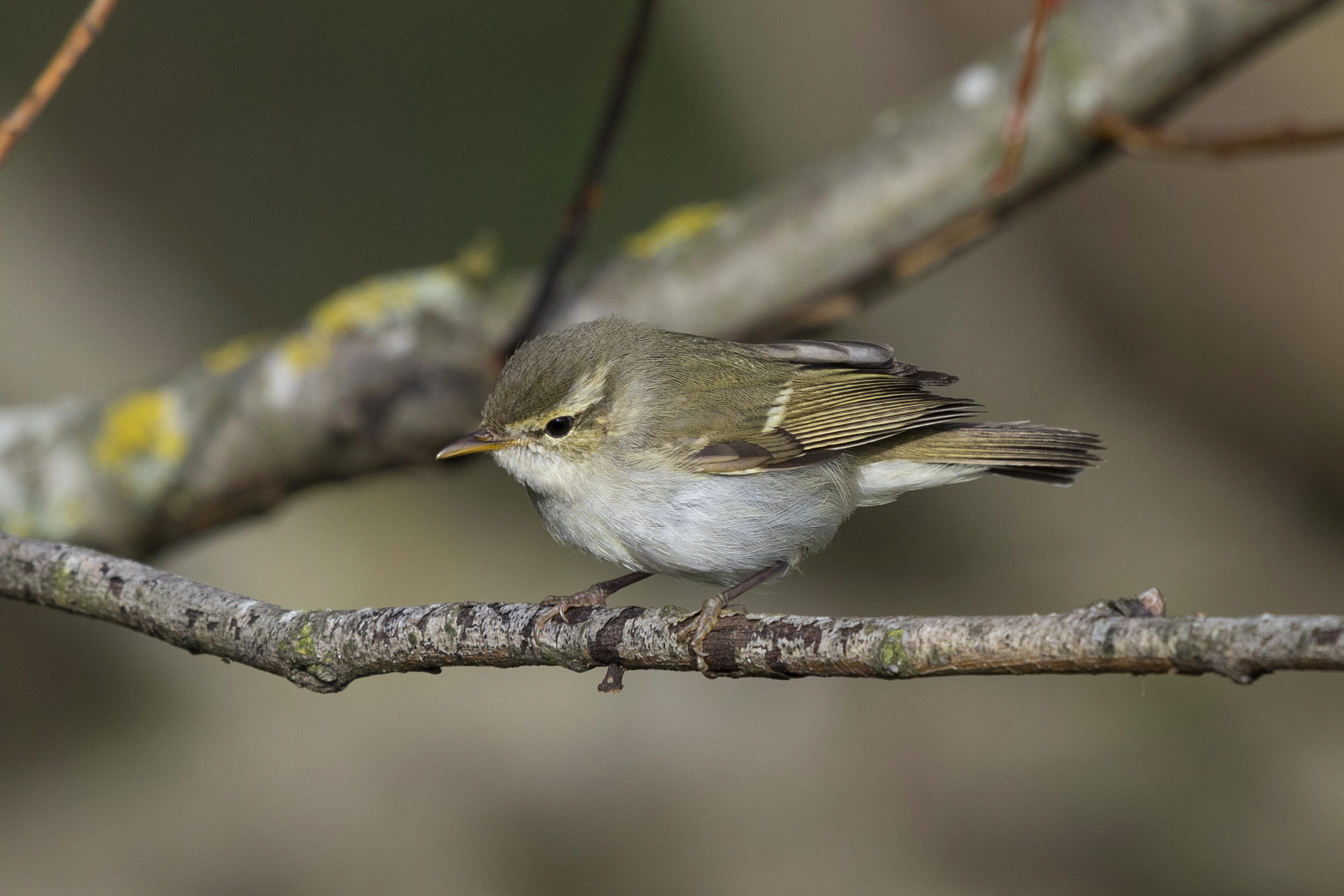
Den sibiriska lundsångaren som uppträdde på Öland några dagar i oktober 2017.

### Artstatus
Fram tills nyligen behandlades sibirisk lundsångare som underart till lundsångaren (P. trochiloides). Lundsångaren i vidare mening har en mycket komplicerad och omtvistad systematik. Länge argumenterades att den var en av mycket få exempel i djurvärlden på en ringart, en art där en cirkulär utbredning gör att individer från ändarna av populationen möter varandra och där uppträder som två olika arter, reproduktivt isolerade från varandra. Detta fenomen är dock ifrågasatt och anses av vissa som föråldrat. 
Vad gäller lundsångaren har vidare studier visat att individernas variation i utbredningsområdet inte är klinal, det vill säga gradvis, utan visar istället plötsliga förändringar i både arvsmassa och utseende. Dessa resultat tolkas så att lundsångaren snarare består av flera arter. De allra flesta internationella auktoriteter delar därför idag upp den i tre: lundsångare, sibirisk lundsångare och kaukasisk lundsångare (P. nitidus). 2018 valde även svenska BirdLife Sveriges taxonomikommitté att erkänna sibirisk lundsångare som egen art (den kaukasiska erkändes redan 2010).

### Familje- och släktestillhörighet
Lundsångarna placerades tidigare i familjen sångare (Sylviidae). Denna artrika familj har efter genetiska studier idag delats upp i ett tiotal familjer och lundsångarna har, tillsammans med de andra arterna i släktet Phylloscopus, placerats i familjen lövsångare (Phylloscopidae). 
DNA-studier visar att sibiriska lundsångaren med släktingar (förutom lundsångaren exempelvis nordsångaren) inte står särskilt nära många andra Phylloscopus-sångare som lövsångare och grönsångare, utan snarare närmare bambusångarna i Seicercus. Dessa resultat har implementerats olika av olika taxonomiska auktoriteter. Det vanligaste förhållningssättet numera är att inkludera Seicercus i Phylloscopus så att familjen lövsångare på så sätt endast innehåller ett släkte. Vissa för dock istället lundsångaren med släktingar till Seicercus.

## Ekologi
Sibirisk lundsångare häckar i blandskogar i tajga, i björk- och asplundar i bergstrakter upp till 4 000 meter över havet samt i pilar och björkar utmed floddalar. Vintertid ses den på lägre nivåer, upp till 1 300 meter, i lövskog, buskområden och bambu.
Häckningsbiologin är dåligt känd, men den tros häcka från maj till början av augusti. I det bollformade boet på marken lägger honan fem till sex ägg.

## Status och hot
Arten har ett stort utbredningsområde, men tros minska i antal, dock inte tillräckligt kraftigt för att den ska betraktas som hotad. Internationella naturvårdsunionen IUCN listar arten som livskraftig (LC).  Världspopulationen har inte uppskattats, men den beskrivs som vanlig eller lokalt vanlig i nordöstra Kina och lokalt vanlig på andra ställen i utbredningsområdet.

## Namn
Sibiriska lundsångarens vetenskapliga artnamn plumbeitarsus betyder "med blygrå tarser".